# فرودگاه دوبا
فرودگاه دوبا (به انگلیسی: Doba Airport) یک فرودگاه همگانی است . این فرودگاه در کشور چاد قرار دارد .